# Swedish House Mafia
Swedish House Mafia — шведський електронно-танцювальний супергурт, що складається з трьох house DJ-їв та продюсерів: Аксвелл (англ. Axwell), Стів Анжело (англ. Steve Angello) і Себастьян Інгроссо (англ. Sebastian Ingrosso). Гурт офіційно було сформовано наприкінці 2008 року. Він завоював 10 місце в Top-100 DJ-їв 2011 року за версією DJ Magazine, а його члени були названі «головними особами прогресив-хаус музики». (англ. «The faces of mainstream progressive house music.») В Top 100 DJ-їв 2012 року вони посіли 12 місце.
24 червня 2012 року гурт оголосив про розпад після проведення туру «One Last Tour», який закінчувався на Ultra Music Festival 24 березня 2013 року.
Через деякий час після розпаду Аксвелл і Себастьян Інгроссо продовжили роботу як дует під ім'ям Axwell Λ Ingrosso.
У березні 2018 року на фестивалі Ultra Music Festival у Маямі учасники колективу знову спільно виступили на сцені у складі Swedish House Mafia.

## Музична кар'єра

### Релізи
Першу роботу «Get Dumb» написали у співпраці з Laidback Luke і її випустили в 2007 році Аксвелл, Стів Анжело і Себастьян Інгроссо. 2009 року вони випустили «Leave the World Behind» разом з Laidback Luke і вокалом Дебори Кокс (англ. Deborah Cox).
У 2010 році Swedish House Mafia підписала контракт з Polydor Records (раніше вони називались Polygram), що належала UMG, після сварки з попереднім звукозаписним лейблом EMI через розбіжності поглядів. Вони випустили сингл «One» на Beatport 2 травня 2010 року, їх перший офіційний сингл під іменем Swedish House Mafia. Він досяг успіху на міжнародній арені, посівши 7 місце в хіт-параді синглів Великої Британії.  Згодом гурт у співпраці з Фарреллом (англ. Pharrell), зробив вокальну версію під назвою «One (Your Name)». Наступний сингл, написаний спільно з Тайні Темпа (англ. Tinie Tempah), називається «Miami 2 Ibiza». У вересні 2010 року сингл посів 4-те місце в хіт-параді синглів Великої Британії. Обидва треки були взяті з компіляційного альбому Until One — колекція синглів і реміксів від Swedish House Mafia одночасно як від гурту, так і його учасників поодинці (ще до формування гурту).
У травні 2011 року Swedish House Mafia випустила новий сингл з вокалом від Джона Мартіна під назвою «Save the World», трек посів 10 позицію в хіт-параді Великої Британії. Пізніше, в цьому ж році, 16 грудня, група випустила трек «Antidote», написаний спільно з Knife Party. 12 березня 2012 року Swedish House Mafia випустила їх наступний сингл під назвою «Хорт». Їх останній і найбільш комерційно популярний трек «don't You Worry Child», в якому використовується вокал Джона Мартіна, вийшов 14 вересня 2012 року. 17 вересня група анонсувала реліз другого компіляційного альбому під назвою Until Now, в який входив офіційний саундтрек One Last Tour. Альбом вийшов 22 жовтня того ж року, рівно через два роки після випуску першого компіляційного альбому Until One.

### Документальні фільми

#### Take One
29 листопада 2010 року Swedish House Mafia випустили їх перший документальний фільм під назвою «Take One». Фільм знімався впродовж 2-х років, охоплюючи 253 вступу і 15 країн, двома Шведськими режисерами: Крістіан Ларсон (англ. Christian Larson) і Хенрік Хансон (англ. Henrik Hanson). Вони прокоментували Take One, сказавши: «Це зовсім не розповідь. Це просто послідовність, яка перетворилася на історію. Це хронологія. Це просто слідування за ними всюди та їх становлення персонажами у своєму власному фільмі. Це все досить природно. Це було досить легко, тому що вони — дуже сильні персонажі, всі три з них.» (англ. «It's not narrated at all. It's just sequences of them and it's made into a story. It's all chronological. It's just us following around them and they become characters in their own film. It all happened pretty naturally. It was pretty easy because they are all such strong characters, all three of them.») Документальний фільм починається зі Swedish House Mafia в студії разом з Laidback Luke, які працюють над треком «Leave the World Behind», і закінчується прем'єрою хіта «One» на Ultra Music Festival в 2010 році.

#### Leave The World Behind
Після закінчення туру «One Last Tour» було підтверджено, що буде знято ще один документальний фільм «Leave the World Begind», який вийде в деяких кінотеатрах навесні 2014 року. Офіційна прем'єра відбулася 27 березня на фестивалі SXSW. «Leave the World Behind» доступний для покупки в iTunes і вийшов на Blu-ray і DVD 2 вересня 2014 року.

### Другий тур
24 червня 2012 року було анонсовано, що тур 2012 році буде завершальним: «Сьогодні ми хочемо повідомити вам, що майбутнє турне — останнє. Ми хочемо подякувати кожному з вас, хто розділив з нами наш шлях. Ми прийшли, ми відривалися, ми любили.» (англ. «Today we want to share with you that the tour we are about to go on will be our last. We want to thank every single one of you that came with us on this journey. We came, we raved, we loved.») Було вказано, що три дати виступів, які будуть останнім етапом туру, будуть анонсовані в серпні. В інтерв'ю журналу Rolling Stone з приводу розпаду групи Стів Анджело сказав: «Ми просто вирішили, що ми дійшли до моменту, де ми не знаємо, яким буде наш наступний крок» і що «Ми вийшли за межі наших мрій і ми зайшли дуже далеко». Також Анджело зазначив, що він зосередиться на розробці його власного лейблу Size Records.
24 вересня 2012 року Swedish House Mafia анонсувала дати їх прощального туру, названого «One Last Tour». Тур стартував у листопаді 2012 року і закінчився в березні 2013 року. У зв'язку з великим попитом, були додані ще кілька шоу і група також зробили останні завершальні виступу на відкритті і закритті фестивалю Ultra Music Festival відповідно 15 і 24 березня 2013 року.

## Дискографія

### Альбоми

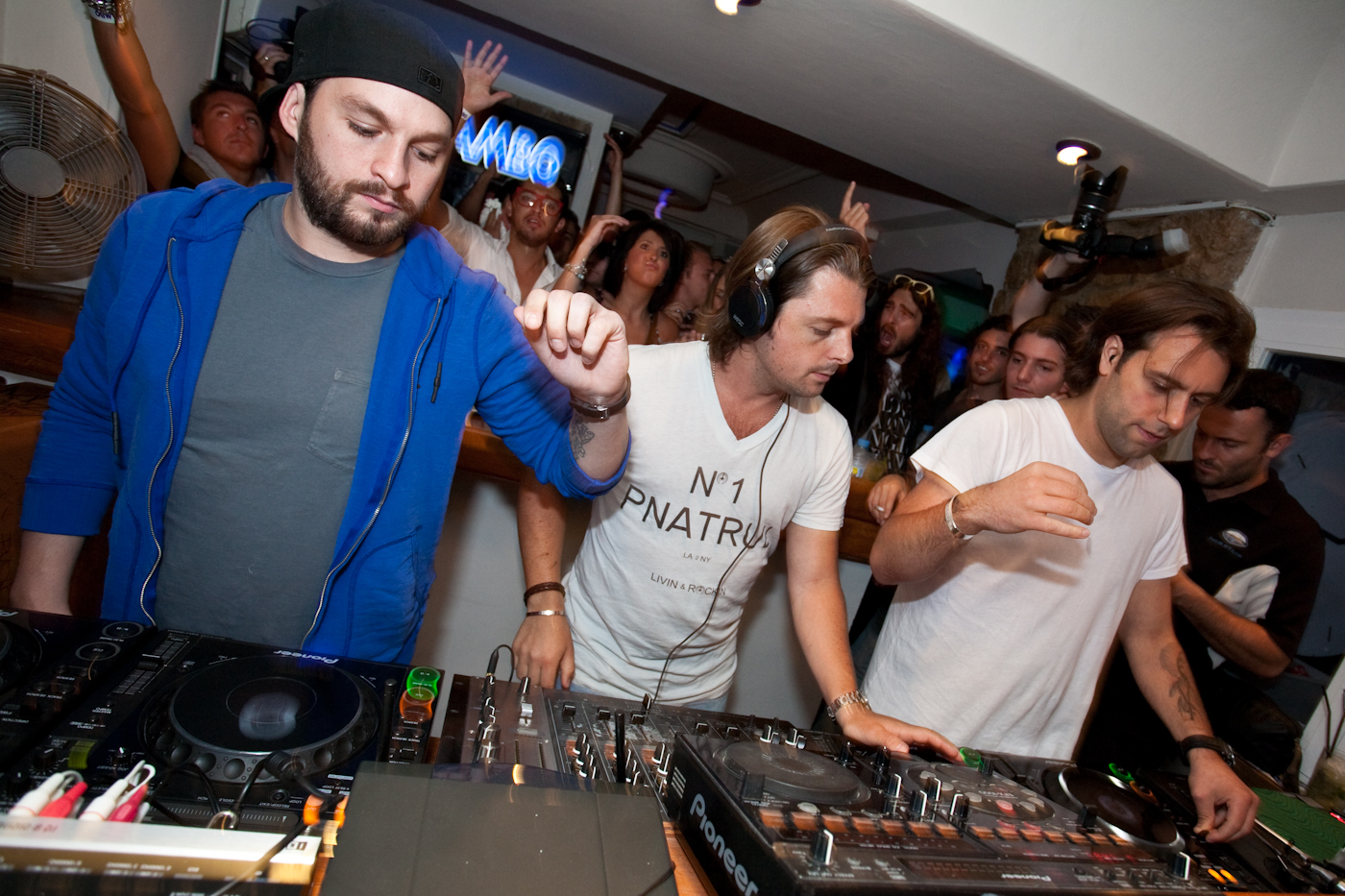
Гурт на виступі в Cafe Mambo на Ібіці

#### Компиляційнні альбоми
| Назва                                                                      | Деталі альбому                                                              | Найвища позиція в чарті | Найвища позиція в чарті | Найвища позиція в чарті | Найвища позиція в чарті | Найвища позиція в чарті | Найвища позиція в чарті | Найвища позиція в чарті | Найвища позиція в чарті | Найвища позиція в чарті | Найвища позиція в чарті | Продані копії | Сертифікати                                       |
| Назва                                                                      | Деталі альбому                                                              | SWE                     | AUS                     | AUT                     | BEL (FL)                | CAN                     | GER                     | NLD                     | SWI                     | UK Comp.                | US                      | Продані копії | Сертифікати                                       |
| -------------------------------------------------------------------------- | --------------------------------------------------------------------------- | ----------------------- | ----------------------- | ----------------------- | ----------------------- | ----------------------- | ----------------------- | ----------------------- | ----------------------- | ----------------------- | ----------------------- | ------------- | ------------------------------------------------- |
| Until One                                                                  | - Реліз: 22 жовтня 2010 року (SWE) - Лейбл: Polydor - Формати: CD, цифровий | 13                      | —                       | —                       | 6                       | —                       | —                       | 8                       | 18                      | 2                       | 139                     | - US: 57,000  | - IFPI SWE: Платина - BPI: Золото                 |
| Until Now                                                                  | - Реліз: 19 жовтня 2012 року (SWE) - Лейбл: Polydor - Формати: CD, цифровий | 3                       | 10                      | 10                      | 6                       | 7                       | 26                      | 6                       | 7                       | 1                       | 14                      | - UK: 450,000 | - IFPI SWE: Платина - ARIA: Золото - BPI: Платина |
| «—» означає, що запис не потравляв в чарти або не виходив на цій території |                                                                             |                         |                         |                         |                         |                         |                         |                         |                         |                         |                         |               |                                                   |

#### Концертні альбоми
| Назва                            | Деталі альбому                                                         |
| -------------------------------- | ---------------------------------------------------------------------- |
| One Night Stand: The Live Album  | - Реліз: 27 грудня 2012 року (US) - Лейбл: EMI - Формати: CD, цифровий |
| One Last Tour: A Live Soundtrack | - Реліз: 15 квітня 2014 року (US) - Лейбл: Virgin - Формат: цифровий   |

### Сингли

#### Як головний артист
| Назва                                                                      | Рік  | Найвища позиція в чарті | Найвища позиція в чарті | Найвища позиція в чарті | Найвища позиція в чарті | Найвища позиція в чарті | Найвища позиція в чарті | Найвища позиція в чарті | Найвища позиція в чарті | Найвища позиція в чарті | Найвища позиція в чарті | Сертифікати | Альбом                            |
| Назва                                                                      | Рік  | SWE                     | AUS                     | AUT                     | BEL (FL)                | GER                     | IRL                     | NLD                     | SWI                     | UK                      | US                      | Сертифікати | Альбом                            |
| -------------------------------------------------------------------------- | ---- | ----------------------- | ----------------------- | ----------------------- | ----------------------- | ----------------------- | ----------------------- | ----------------------- | ----------------------- | ----------------------- | ----------------------- | --- | --------------------------------- |
| «Get Dumb» (разом з Laidback Luke)                                         | 2007 | —                       | —                       | —                       | —                       | —                       | —                       | 45                      | —                       | —                       | —                       | Until One |                                   |
| «Leave the World Behind» (разом з Laidback Luke з вокалом Deborah Cox)     | 2009 | 39                      | —                       | —                       | 64                      | —                       | —                       | 75                      | —                       | —                       | —                       | Until One |                                   |
| «One (Your Name)» (з вокалом Pharrell Williams)                            | 2010 | 11                      | 86                      | 25                      | 2                       | 41                      | 7                       | 1                       | 13                      | 7                       | —                       | - IFPI SWE: 7× Платина - ARIA: Золото - BEA: Платина - BPI: Золото - IFPI: Золото - FIMI: Золото | Until One і Until Now             |
| «Miami 2 Ibiza» (з вокалом Tinie Tempah)                                   | 2010 | 10                      | 31                      | 36                      | 3                       | 46                      | 5                       | 10                      | 19                      | 4                       | —                       | - IFPI SWE: 5× Платинум - ARIA: Платина - BPI: Золото | Until One, Until Now і Disc-Overy |
| «Save the World» (з вокалом John Martin)                                   | 2011 | 4                       | 62                      | 31                      | 5                       | 37                      | 11                      | 6                       | 26                      | 10                      | 105                     | - IFPI SWE: 5× Платина - ARIA: Платина - BEA: Золото - BPI: Срібло - IFPI: Золото - FIMI: Золото | Until Now                         |
| «Antidote» (з вокалом Knife Party)                                         | 2011 | 17                      | 100                     | 30                      | 35                      | 63                      | 39                      | 48                      | 70                      | 4                       | —                       | - IFPI SWE: 3× Платина - BPI: Срібло | Until Now                         |
| «Greyhound»                                                                | 2012 | 6                       | 89                      | 42                      | 9                       | 53                      | 25                      | 18                      | 33                      | 13                      | —                       | - IFPI SWE: 7× Платина - ARIA: Золото - BPI: Срібло - IFPI: Золото | Until Now                         |
| «Don't You Worry Child» (разом з John Martin)                              | 2012 | 1                       | 1                       | 5                       | 4                       | 9                       | 2                       | 5                       | 6                       | 1                       | 6                       | - IFPI SWE: 9× Платина - ARIA: 7× Платина - BEA: Золото - BPI: Платина - BVMI: Золото - IFPI AUT: Золото - IFPI SWI: Платина - RIAA: 3× Платина - CRIA: 3× Платина - IFPI: 3×Платина - IFPI: Золото - BVMI: Золото - FIMI: 2× Платина - AMPROFON: 2× Платина - RMNZ: 2× Платина | Until Now                         |
| «—» означає, що запис не потравляв в чарти або не виходив на цій території |      |                         |                         |                         |                         |                         |                         |                         |                         |                         |                         | |                                   |

#### Як запрошений артист
| Назва                                                                      | Рік  | Найвища позиція в чарті | Найвища позиція в чарті | Найвища позиція в чарті | Найвища позиція в чарті | Найвища позиція в чарті | Найвища позиція в чарті | Найвища позиція в чарті | Найвища позиція в чарті | Найвища позиція в чарті | Найвища позиція в чарті | Сертифікати                                                                | Альбом                  |
| Назва                                                                      | Рік  | SWE                     | AUS                     | AUT                     | BEL (FL)                | GER                     | IRL                     | NLD                     | SWI                     | UK                      | US                      | Сертифікати                                                                | Альбом                  |
| -------------------------------------------------------------------------- | ---- | ----------------------- | ----------------------- | ----------------------- | ----------------------- | ----------------------- | ----------------------- | ----------------------- | ----------------------- | ----------------------- | ----------------------- | -------------------------------------------------------------------------- | ----------------------- |

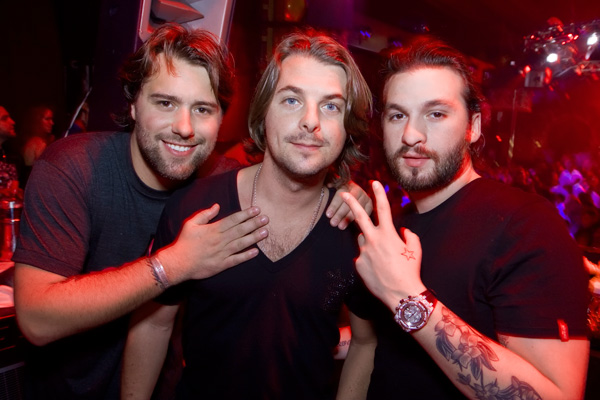
Учасники гурту

| «Every Teardrop Is a Waterfall» (Coldplay разом з Swedish House Mafia)     | 2011 | 47                      | 14                      | 21                      | 4                       | 24                      | 9                       | 4                       | 6                       | 4                       | 14                      | - BPI: Срібло - ARIA: Платина - IFPI: Золото - BEA: Золото - FIMI: Платина | Mylo Xyloto і Until Now |
| «Numb» (Usher разом з Swedish House Mafia)                                 | 2013 | —                       | 39                      | 10                      | 2                       | 24                      | —                       | 61                      | —                       | —                       | —                       | Looking 4 Myself                                                           |                         |
| «—» означає, що запис не потравляв в чарти або не виходив на цій території |      |                         |                         |                         |                         |                         |                         |                         |                         |                         |                         |                                                                            |                         |

### Відеокліпи

#### Як головний артист
| Назва                                          | Рік  | Режисер(и)                      |
| ---------------------------------------------- | ---- | ------------------------------- |
| «One (Your Name)» (з участю Pharrell)          | 2010 | Henrik Hanson, Christian Larson |
| «Miami 2 Ibiza» (разом з Tinie Tempah)         | 2010 | Christian Larson                |
| «Save the World» (з участю John Martin)        | 2011 | John Watts                      |
| «Antidote» (разом з Knife Party)               | 2012 | BB Gun                          |
| «Greyhound»                                    | 2012 | Carl Erik Rinsch                |
| «Don't You Worry Child» (з участю John Martin) | 2012 | Christian Larson                |